# Ennedi
Az Ennedi-fennsík Csád északkeleti részén emelkedik ki a Szaharából. Legmagasabb pontja a Basso, 1450 méter. A Szaharából kiemelkedő homokkő-hegységben az abrázió hatására mély kanyonok, sziklahasadékok, sziklaalakzatok, boltívek jöttek létre. Az Aloba boltív az egyik legnagyobb a világon, 120 m magas és 77 m széles. A mélyebb területeken állandó vízfelületekkel rendelkező területek, úgy nevezett guelták jöttek létre. A legismertebb ilyen guelta az Archei. A gueltákban különféle halfajok és kis létszámú krokodilok, továbbá vadtevék élnek. 1940-ig oroszlánt is megfigyeltek. Az ókorban a kardfogú tigris és más kihalt állatfajok élőhelye lehetett. Az Ennediben ősi barlangrajzokat találtak Kr. e. 3000-ből, amelyek azt bizonyítják, hogy a terület lakott volt és intenzív állattenyésztés folyt itt.

## Fordítás
- Ez a szócikk részben vagy egészben  az   Ennedi Plateau című angol Wikipédia-szócikk fordításán alapul.  Az eredeti cikk szerkesztőit annak laptörténete sorolja fel. Ez a jelzés csupán a megfogalmazás eredetét és a szerzői jogokat jelzi, nem szolgál a cikkben szereplő információk forrásmegjelöléseként.
- Ez a szócikk részben vagy egészben  az   Ennedi Massif című német Wikipédia-szócikk fordításán alapul.  Az eredeti cikk szerkesztőit annak laptörténete sorolja fel. Ez a jelzés csupán a megfogalmazás eredetét és a szerzői jogokat jelzi, nem szolgál a cikkben szereplő információk forrásmegjelöléseként.
- Ez a szócikk részben vagy egészben  az   Ennedi című spanyol Wikipédia-szócikk fordításán alapul.  Az eredeti cikk szerkesztőit annak laptörténete sorolja fel. Ez a jelzés csupán a megfogalmazás eredetét és a szerzői jogokat jelzi, nem szolgál a cikkben szereplő információk forrásmegjelöléseként.